# Fuckesjön
Fuckesjön är en sjö i Kramfors kommun i Ångermanland och ingår i Nätraån-Ångermanälvens kustområde. Sjön har en area på 0,137 kvadratkilometer och ligger 63,9 meter över havet.

## Delavrinningsområde
Fuckesjön ingår i det delavrinningsområde (698596-162043) som SMHI kallar för Inloppet i Humpsjön. Medelhöjden är 138 meter över havet och ytan är 13,66 kvadratkilometer. Det finns inga avrinningsområden uppströms utan avrinningsområdet är högsta punkten. Vattendraget som avvattnar avrinningsområdet har biflödesordning 3, vilket innebär att vattnet flödar genom totalt 3 vattendrag innan det når havet efter 4,9 kilometer. Avrinningsområdet består mestadels av skog (82 procent). Avrinningsområdet har 0,14 kvadratkilometer vattenytor vilket ger det en sjöprocent på 1 procent.